# Menonvillea purpurea
Menonvillea purpurea är en korsblommig växtart som först beskrevs av Roxanne Irene Hastings, och fick sitt nu gällande namn av Reed Clark Rollins. Menonvillea purpurea ingår i släktet Menonvillea och familjen korsblommiga växter. Inga underarter finns listade i Catalogue of Life.